# 2012 en Nouvelle-Écosse
Chronologie de la Nouvelle-Écosse
- 2008
- 2009
- 2010
- 2011
- 2012
- 2013
- 2014
- 2015
- 2016

Cette page concerne des événements d'actualité qui se sont produits durant l'année 2012 dans la province canadienne de la Nouvelle-Écosse.

## Politique
- Premier ministre : Darrell Dexter
- Chef de l'Opposition : Stephen McNeil
- Lieutenant-gouverneur : Mayann Francis puis John James Grant
- Législature : 61e assemblée générale de la Nouvelle-Écosse

## Événements
- Du 14 et 15 avril : cérémonie de commémoration à Halifax pour les 100 ans du Naufrage du Titanic en 1912.